# 安德烈·卡西拉奇
安德烈·艾伯特·皮雅爾·卡西拉奇（Andrea Albert Pierre Casiraghi，1984年6月8日—），生于摩纳哥蒙特卡洛格蕾丝王妃中心医院，他是摩纳哥长公主及漢諾威王妃卡洛琳公主与已故先夫史蒂凡諾·卡西拉奇之長子；当年曾获奥斯卡影后的电影明星格蕾丝·凯莉是他外祖母。他也是现时摩纳哥亲王第四顺位继承人。

## 名譽軍事任命
摩納哥
- 親王槍騎兵團准將，2012年1月20日

## 摩纳哥亲王王室家庭
- 祖父母：兰尼埃亲王和格蕾丝亲王妃
  - 他是兰尼埃亲王夫妇的第一个孙辈。
- 父母：斯蒂法诺·卡西拉奇和卡洛琳公主
  - 他6岁丧父。
- 亲生手足：夏洛特·卡西拉奇、皮埃尔·卡西拉奇和亚历山德拉公主
  - 亚历山德拉公主是同母异父妹妹。
- 配偶：塔蒂安娜·聖多明哥
  - 她是哥伦比亚首富Julio Domingo, Jr.（英语：Julio Mario Santo Domingo, Jr.）千金。
- 子女：亚历山大·卡西拉奇、英迪娅·卡西拉
  - 他是现时摩纳哥亲王位第四顺位继承人。
- 舅舅：摩纳哥亲王阿尔贝二世
  - 舅妈是查伦妮亲王妃
- 小姨：斯蒂芬妮公主
  - 斯蒂芬妮是摩纳哥皇室幼公主。
- 表弟表妹：路易斯·杜克鲁特、保琳·杜克鲁特和卡米尔·戈特利布
  - 均为小姨斯蒂芬妮公主的子女。
- 继父：恩斯特·奧古斯特五世
  - 继父与前妻有两个儿子恩斯特·奥古斯特及克里斯蒂安。